# KonaWiki
KonaWikiは、PHPで書かれたウィキクローンの一つである。クジラ飛行机によって開発された。ライセンスは改変自由（BSDライセンス）である。自然な日本語のマークアップ（「■」や「●」「・」など）で記述できることを特徴としている。作者は、主に原稿の執筆などに利用している。

## 特徴
- PHPで書かれている
- 自動バックアップ機能
- データベースにはSQLiteやMySQLを使う
- 様々なスキンやプラグインが利用できる
- ウィキ文法に全角のマークアップ記号が使える
- ライセンスは、改変自由（BSD ライセンス）